# Koos Rietkerk
Jacobus Gijsbert (Koos) Rietkerk (Boskoop, 14 december 1927 – Den Haag, 20 februari 1986) was een Nederlands politicus.

## Biografie
Koos Rietkerk zat met enkele onderbrekingen van 1967 tot 1981 in de Tweede Kamer namens de VVD. De laatste vier jaren was hij tevens fractievoorzitter. In de periode 1971-1973 was hij staatssecretaris van Sociale Zaken bij het Ministerie van Sociale Zaken en Werkgelegenheid in de kabinetten Biesheuvel I en Biesheuvel II. Vanaf november 1982 was hij minister van Binnenlandse Zaken in het kabinet-Lubbers I.

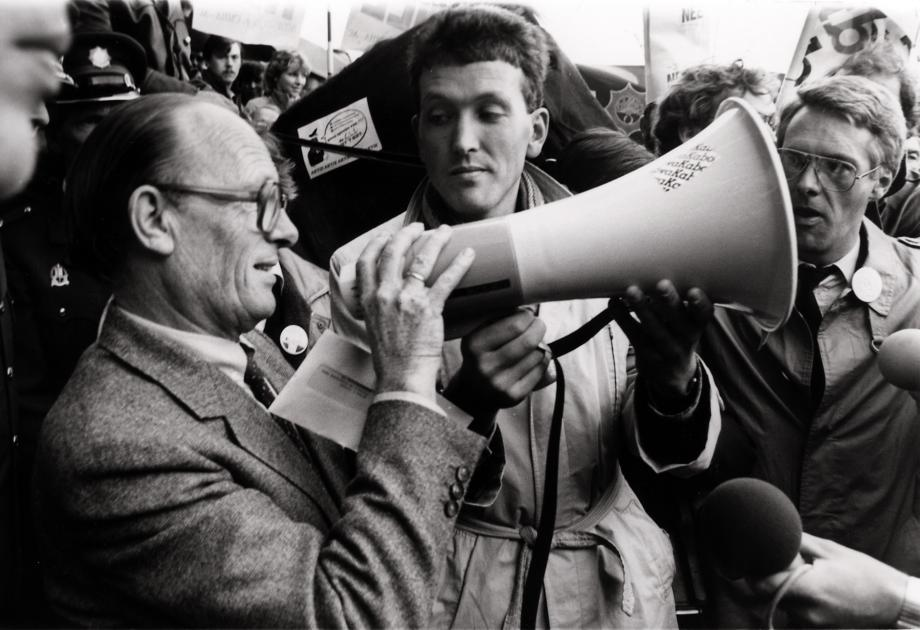
Minister Rietkerk spreekt met een megafoon actievoerders toe die protesteren tegen korting op hun salarissen (1983)

Rietkerk stond bekend als een integer politicus zonder franje en zonder humor. Tijdens zijn periode als minister bezuinigde het kabinet op de salarissen van ambtenaren. Dit leidde tot de ambtenarenstakingen onder leiding van Jaap van de Scheur en acties met de slogan Boos op Koos.
Rietkerk was ook verantwoordelijk voor het minderhedenbeleid en voor de gesprekken met de Zuid-Molukkers in Nederland. Met dominee Metiarij bereikte hij een overeenkomst, die twee maanden na zijn plotselinge dood door premier Lubbers werd gepresenteerd in wat de "Rietkerkverklaring" is gaan heten. De oud-KNIL-militairen kregen erkenning en een uitkering, er kwam een banenplan voor de jongeren en een museum voor de gemeenschap.

## Persoonlijk
Zijn jongere broer Jan Rietkerk was namens de RPF burgemeester van Genemuiden en diens zoon Theo Rietkerk was gedeputeerde in Overijssel namens het CDA.
Koos Rietkerk overleed, 58 jaar oud, tijdens een werkbespreking op zijn ministerie aan een acute hartstilstand.